# Kalanchoe porphyrocalyx
Kalanchoe porphyrocalyx ist eine Pflanzenart der Gattung Kalanchoe in der Familie der Dickblattgewächse (Crassulaceae).

## Beschreibung

### Vegetative Merkmale
Kalanchoe porphyrocalyx ist eine ausdauernde, epiphytische oder terrestrische, stark verzweigte, krautige Pflanze, die Wuchshöhen von bis zu 35 Zentimeter erreicht. Ihre schlanken, grünen, purpurn getönten Triebe sind aufrecht oder niederliegend-kriechend und 5 bis 35 Zentimeter lang. Die sehr polymorphen, kahle Laubblätter sind sitzend oder gestielt. Der Blattstiel ist bis zu 6 Zentimeter lang. Ihre linealische, eiförmige, verkehrt eiförmige, längliche, länglich-runde bis kreisrunde Blattspreite ist 2 bis 6 Zentimeter lang und 0,6 bis 4 Zentimeter breit. Ihre Spitze ist stumpf bis gerundet, die Basis verschmälert. Der Blattrand ist unregelmäßig gekerbt.

### Generative Merkmale
Der Blütenstand besteht aus lockeren, wenigblütige, ebensträußigen Rispen und ist 3 bis 11 Zentimeter lang. Die hängenden Blüten befinden sich an 3 bis 11 Millimeter langen Blütenstielen. Der mehr oder weniger dicht drüsig-haarige Kelch ist grün mit roten bis violetten Linien, die Kelchröhre 1,5 bis 4 Millimeter lang. Die lanzettlichen, dreieckigen bis eiförmigen, zugespitzten Kelchzipfel weisen eine Länge von 3 bis 7 Millimeter auf und sind 3 bis 5,5 Millimeter breit. Die kahle oder leicht flaumhaarige Blütenkrone ist fast urnenförmig. Die rote bis rosapinke, selten zitronengelbe  Kronröhre ist 10 bis 30 Millimeter lang. Ihre gelbgrünen, orangefarbenen, eiförmigen, plötzlich zurückgebogenen Kronzipfel weisen eine Länge von 3 bis 8 Millimeter auf und sind 2,5 bis 6 Millimeter breit. Die Staubblätter sind oberhalb der Mitte der Kronröhre angeheftet und ragen nicht aus der Blüte heraus. Die eiförmigen Staubbeutel sind 1 bis 2 Millimeter lang. Die linealischen bis eiförmigen, ausgerandeten Nektarschüppchen weisen eine Länge von 2 bis 3 Millimeter auf und sind 0,7 bis 1,6 Millimeter breit. Das längliche Fruchtblatt weist eine Länge von 8 bis 16 Millimeter auf. Der Griffel ist 7 bis 16 Millimeter lang.
Die geflügelten Samen erreichen eine Länge von etwa 0,7 Millimeter.

## Systematik und Verbreitung
Kalanchoe porphyrocalyx ist in Zentral- und Nordost-Madagaskar im Regenwald verbreitet.
Die Erstbeschreibung als Kitchingia porphyrocalyx durch John Gilbert Baker wurde 1883 veröffentlicht. Henri Ernest Baillon stellte die Art 1885 in die Gattung Kalanchoe.

## Nachweise